# Туралићи (Власеница)
Туралићи су насељено мјесто у општини Власеница, Република Српска, БиХ. Према попису становништва из 1991. у насељу је живјело 462 становника.

## Становништво
Према попису становништва из 1991. године, мјесто је имало 462 становника.
| Демографија | Демографија | Демографија |
| Година      | Становника  | Становника  |
| ----------- | ----------- | ----------- |
| 1961.       | 276         |             |
| 1971.       | 363         |             |
| 1981.       | 412         |             |
| 1991.       | 462         |             |